# Korejské národní muzeum moderního a současného umění
Korejské národní muzeum moderního a současného umění v Jižní Koreji (anglicky The National Museum of Modern and Contemporary Art, Korea, zkratkou MMCA) je muzeum moderního umění s hlavním muzeem v Kwačchonu (od roku 1986) a třemi pobočkami v soulském královském palácovém komplexu (od roku 1998), Soulu (od roku 2013) a Čchongdžu (2019). Muzeum bylo založeno v roce 1969 jako jediné národní muzeum umění v zemi a vystavuje se zde moderní a současné umění z Koreje i mezinárodní umění z různých dob.